# 角脚類
角脚類（かっきゃくるい、学名: Cerapoda）は、新鳥盤類に属する恐竜の一群である。

## 概要
鳥盤目の下位分類群の一つである。装盾亜目とは姉妹群であり、この2つの亜目でゲナサウリア（ゲナサウルス類）（Genasauria）というクレードを成す。
角脚類は2つないし3つのグループに分かれる。第一が鳥脚類。角脚類は下の歯の内面にエナメル質の厚い層を備えていた。歯は咀嚼によって不揃いに磨耗した。また歯には鋭い畝が発達しており、これにより彼らは固い植物を他の恐竜たちよりもうまく摂取することができた。第2・第3のグループは堅頭竜類と角竜類である。この2つの下目はある共有形質（後頭部に骨質の突起を有すること）から周飾頭亜目というクレードにまとめられる場合もある。

## 下位分類
- 角脚亜目 Suborder Cerapoda
  - Stormbergia
  - Agilisaurus
  - Hexinlusaurus
  - 鳥脚下目 Infraorder Ornithopoda
    - ヘテロドントサウルス科 Family Heterodontosauridae
    - ヒプシロフォドン科 Family Hypsilophodontidae（側系統群）
    - ハドロサウルス科 Family Hadrosauridae

  - 周飾頭亜目 Marginocephalia
    - 堅頭竜下目 Infraorder Pachycephalosauria
    - 角竜下目 Infraorder Ceratopsia

(basal Cerapoda after Butler, 2005)